# Редов Џејн
Редов Џејн (енгл. G.I. Jane) је амерички филм из 1997. који је режирао Ридли Скот. Главне улоге играју: Деми Мур, Виго Мортенсен и Ен Банкрофт.

## Радња
У америчкој влади се воде расправе о родној дискриминацији у морнарици земље. Да би доказала да жена може служити равноправно са мушкарцима, уз подршку сенатора, поручница Џордан О'Нил је примљена у јединицу морнаричких фока.

## Улоге
| Глумац             | Улога                                          |
| ------------------ | ---------------------------------------------- |
| Деми Мур           | поручник Џордан О'Нил                          |
| Виго Мортенсен     | главни начелник команде Џон Џејмс „Џек“ Аргејл |
| Ен Банкрофт        | сенатор Лилијан Дехејвен                       |
| Џејсон Беге        | Ројс                                           |
| Данијел вон Барџен | Тедодор Хејз                                   |
| Скот Вилсон        | капетан Сејлем                                 |
| Џон Мајкл Хигинс   | надзорник                                      |
| Кевин Гејџ         | инструктор Макс Пајро                          |
| Дејвид Воршовски   | инструктор Џонс                                |
| Дејвид Вадим       | наредник Кортез                                |
| Морис Честнут      | Макул                                          |
| Џош Хопкинс        | Ens. Ф. Ли „Фли“ Монтгомери                    |
| Џејмс Кавизел      | „Слов“ Словник                                 |
| Бојд Кестнер       | „Вик“ Виквајер                                 |
| Ејнџел Дејвид      | Њубери                                         |
| Стивен Рамзи       | Стен                                           |

## Зарада
Филм је у САД зарадио 48.169.156 $.